# Тацухико Шибусава
Тацухико Шибусава (澁澤 龍彦, Tatsuhiko Shibusawa, 8. мај 1928 – 5. август 1987) је био псеудоним Шибусава Тацуа, романописца, уметничког критичара и преводиоца француске књижевности који је био активан током периода Шува у Јапану. Шибусава је написао многе кратке приче и романе засноване на француској књижевности и јапанским класицима. Његови есеји о црној магији, демонологији и еротизму такође су популарни у Јапану.

## Биографија
Шибусава је рођен у четврти Таканава у Токију. Отац му је био банкар, а мајка, ћерка индустријалца и политичара. Био је у далеком сродству са индустријалцем Шибусавом Еичијем (Shibusawa Eiichi). Такође је био у сродству са композитором Хисатадом Отаком (Hisatada Otaka) и критичарем Кеијиром Окаваом (Keijiro Okawa). Док је похађао средњу школу током Другог светског рата, имао је амбицију да буде инжењер ваздухопловства. Међутим, могућности за каријеру у тој области нестале су поразом Јапана у рату, а Шибусава је добио изразито лоше оцене из немачког језика, који је у то време био у широкој употреби у инжењерству. Уместо тога, скренуо је пажњу на проучавање француског језика.
Године 1950, након што је две године радио као уредник у часопису Модерн Нихон под вођством Јуносукеа Јошијукија (Junnosuke Yoshiyuki), (један од аутора које је уређивао био је Хисао Јуран (Hisao Juran)), Шибусава је уписао школу француске књижевности на Универзитету у Токију, где је са ентузијазмом прихватио покрет надреализма, који је започео у Француској после Првог светског рата. Посебно га је привукао Андре Бретон (André Breton), што га је навело да упозна дела Маркиза де Сада (Marquis de Sade).
Иако је Шибусава дипломирао на мастер курсу на Универзитету у Токију, морао је да одустане од планова да постане професор због туберкулозе, и уместо тога је започео каријеру као писац. Преселио се из Токија у одмаралиште Камакура, префектура Канагава, 1946. године, због његове репутације да има здраву климу за плућне болести, и наставио да живи тамо до своје смрти.
Након објављивања своје прве књиге, превода Ле Гранд Ецарт (Le Grand Ecart, 跨ひらき) Јеан Цоцтеауа (Jean Cocteau) 1954. године, Шибусава је почео да упознаје француску књижевност јапанским читаоцима кроз своје преводе. Смрћу свог оца суочио се са финансијским потешкоћама и добио хонорарни посао у издавачкој кући Иванами Шотен (Iwanami Shoten), где је упознао своју будућу супругу Сумико Јагаву (Sumiko Yagawa), која је такође била преводилац и писац. Током овог периода, он је такође накратко кокетирао са политиком, подржавајући Комунистичку партију Јапана на изборима за градоначелника Миуре, Канагава, придружујући се политичким скуповима и дистрибуцијом летака са сатиром на противничког кандидата.

## Књижевно стваралаштво
Шибусава је 1959. објавио 悪徳の栄え (Акутоку но Сакае), превод де Садове Јулиетте. Дело је одмах постало контроверзно, а 1960. године, он и Кјоји Ишии (石井 恭二), издавач, били су кривично гоњени због јавне опсцености. Током суђења, које се у Јапану зове Саде Триал (サト裁判, Sado Saiban, Кензабуро Ое (Kenzaburō Ōe), Схусаку Ендо (Shūsaku Endō), Схохеи Оока (Shōhei Ōoka) и многи други аутори су сведочили у корист одбране. Међутим, 1969. године, у важној одлуци, јапански Врховни суд је пресудио да су Шибусава и Ишии криви. Кажњен је са 70.000 јена (нешто мање од 200 америчких долара у то време); тривијалност суме га је веома разбеснела, с обзиром на девет година колико му је суђење одузело живот.
Шибусава, иако обесхрабрен, није се одвратио, и наставио је да пише дела о еротици и да преводи дела Де Сада, као и других француских аутора; такође је производио есеје и ликовну критику и постао специјалиста за проучавање средњовековне демонологије.
У септембру 1970. Шибусава је направио своје прво прекоморско путовање, одмор у Европи. На аеродром Ханеда га је испратио његов блиски пријатељ Јукио Мишима (Yukio Mishima). Госпођа де Сад од Мишиме (1965) је у потпуности заснована на Шибусавином Животу маркиза де Садеа (サト侯爵の生涯, Sado Kōshaku no Shōgai, 1964); али с друге стране, данас је познато да је сам Шибусава плагирао своје дело углавном из Вие ду Маркуис де Саде (Vie du Marquis de Sade) Гилберта Лелиа (1961). У Храму зоре (1969), Мишима је створио лик Јасуши Иманиши (Yasushi Imanishi) на основу Шибусавине личности. Када је Мишима умро, Шибусава је написао читуљу.
Мишима га је, у касним двадесетим, упознао са Тацумија Хиџикату(Tatsumi Hijikata), оснивача Бутоха. Често је посећивао Хиџикатине сценске наступе и када је Хиџиката изненада умро 1986. године, служио је као председник комисије за сахрану. Шибусава је једном приликом интервјуисао Хиџикату.
Године 1981. објавио је фантастични роман под називом Каракуса Моногатари ( Karakusa Monogatari, „Каракуса прича“). Остали фантастични романи укључују Утсуро-буне (Utsuro-bune, うつろ舟, "Шупљи брод") и Такаока Схинно Кокаи-ки (Takaoka Shinnō Kōkai-ki, "Путовања принца Такаоке").
Шибусава је преминуо од руптуре каротидне анеуризме док је био хоспитализован због рака ларинкса 1987. Његов гроб је у храму Јоцхи-ји (Jochi-ji) у Камакури.

## Главни радови
- Бокуметсу но Фу (火狐の富, "Песма о искорењивању", Bokumetsu no Fu)
- Епикуросу но Абарабон (エヒクロスの肋骨, "Епикурово ребро", Epikurosu no Abarabone)
- Инуоками Тосхи (犬狼都市, "Цинополис", Inuōkami Toshi)
- Каракуса Моногатари (唐草物語, „Арабеске приче“, Karakusa Monogatari)
- Такаока Схино Кокаи-ки (高丘親王航海記, „Путовања принца Такаоке“, Takaoka Shinnō Kōkai-ki)[14]